# 铁山寺 (北京)
铁山寺，位于北京市东城区珠市口东大街217号，是汉传佛教寺院。为北京市东城区普查登记文物。

## 简介
铁山寺位于珠市口东大街北侧，北桥湾街以西。此处自明朝到清朝中叶原有三里河，从前门护城河向东南流至左安门。那时河面很宽，可跑船。河上有座汉白玉的三里河桥（1953年修路时曾挖出此桥又原地掩埋）。河两岸各有一座佛寺，南岸是明因寺，北岸是铁山寺，都是明朝所建。北桥湾因在桥北而得名。铁山寺就在北桥湾西边。
《宸垣识略》卷九·外城一记载：
铁山寺在三里河桥西，明正德间僧宗洪号铁山者募缘修桥，有修撰周叙《重修三里河碑》。
《钦定日下旧闻考》卷五十五记载：
原：《重建三里河桥碑》在桥西铁山寺。碑建于正徳十二年，翰林院修撰江阴周叙撰文，铁山寺僧宗洪号也。（《析津日记）》
《北京寺庙历史资料》记载着中华民国时期该寺的登记信息：
铁山寺，坐落外一区东珠市口九十三号，建于清初，属募建。本庙面积三亩半，房屋五十七间。管理及使用状况为由本庙僧人烧香供佛。庙内法物有观音像一尊，站童两尊，佛一尊，木罗汉十八尊，坐、站韦驮各一尊，磁供一堂，铁鼎两座，钟一口，鼓一面，磬一口，木鱼一个，铁錪一个，另有石碑大小三座，树五株。
1937年七七事变以前，嘉兴寺曾经是北平佛教会的会址。那时有两个北平佛教会，一个在南城观音院，称“南会”，另一个在嘉兴寺，称“北会”。两会时常出现争执。民国十六年（1927年）北伐完成后，中国各地废庙兴学再度掀起热潮，在中国国民党北平市党部的支持下，民国十八年（1929年）北平电车工人捣毁前门外东珠市口铁山寺佛像，驱逐铁山寺全部僧众，引起全北平市佛教徒抗议。铁山寺风波后，两会为共同保存北平佛教而合并，会址迁至后海广化寺。
1929年的铁山寺被北平电车工人强占事件，当时是震惊中国佛教界的大案。1929年9月22日，在中国国民党北平市党部的支持下，北平电车工会强占铁山寺，将其作为北平电车工会工人子弟学校的新校址，由此酿成延续近三年之久的铁山寺庙产纠纷。1929年9月23日，铁山寺住持释证修分别向北平市公安局、社会局呈文，控诉中国国民党北平市第九区党部主任白彦章、第九区党部党员兼北平电车工会工人子弟学校女校长石又磊率人捣毁铁山寺、驱逐僧人。北平电车工会工人子弟学校随后声称其是依照《寺庙管理条例》第五、第六条合法接收庙产（实际上该条例已在事发前的1929年5月被暂缓执行，又因12月《监督寺庙条例》的施行而被明令废止）。此后多方博弈，此案越闹越大。直到1932年8月13日长椿寺僧人释寿泉接管铁山寺，事件方才落幕。
铁山寺坐北朝南，山门内三进院落，原有前殿、中殿、后殿，均为面阔三间，每座大殿各有东西配殿。前殿的两山墙接出曲尺形重楼，各与东西两侧配殿连接。寺中原有观世音及十八罗汉等塑像，中华人民共和国初期被迁到西山八大处。中华人民共和国初期，该寺仍有僧人驻寺。后该寺停止宗教活动。铁山寺前面建起一座大副食品商店，将铁山寺挡住。1999年因珠市口东大街拓宽改造，拆除了铁山寺的山门及前院内的两株古槐。2000年代初，拆除了前殿两侧的东西配楼。到2005年，铁山寺仅剩前殿、中殿以及中殿的东配殿，前殿就位于珠市口东大街北侧的马路沿上。
2005年，崇文区启动前门东片“解危排险”项目后，崇文区于2003年公布的57处文物普查登记项目中有41处被列入拆迁名单。2005年11月，前门修缮整治项目解危排险搬迁工作全面启动，崇文区人民政府在半年内便完成了全部搬迁任务。在这一过程中，列在文物普查登记项目名单中的冰窖厂乾泰寺、北桥湾铁山寺等均在未经报批的情况下被强行拆毁，建筑构件被全部变卖或砸烂。在铁山寺前，作家肖复兴看见一辆十轮大卡车装满一整车废木料，粗大的梁柁尚未及装运。铁山寺被拆毁的是前殿，于2006年1月12日拆除。发现铁山寺前殿被拆除，“老北京网”负责人张巍随即打电话给有关部门，对方声称“你甭管，上头批了。”张巍即刻向媒体爆料。另外文物保护人士曾一智也在2006年1月至2月连续向北京市文物局举报了前门东片“解危排险”项目中的湖北会馆、铁山寺、乾泰寺、广东平镇会馆、安徽太平县会馆、湖北黄安会馆6处不可移动文物被全部或部分拆毁的案件。铁山寺等文物被强拆遂成为舆论热点。2006年3月8日两会期间，万选蓉、张文康、冯骥才、叶廷芳等八位全国政协委员联合提交《抢救保护北京前门历史文化街区》提案，要求停止前门东片“解危排险”项目大规模拆除文物及受保护四合院的行为。迫于压力，崇文区人民政府有关部门决定“复建”铁山寺前殿。
所谓的“复建”实际上是用全新的砖瓦在铁山寺东边新建了一座和铁山寺毫无关系的三合院。这座三合院建在残存的铁山寺中殿东侧，而本来铁山寺前殿是位于铁山寺中殿正南。铁山寺前殿的原址被拓宽后的珠市口东大街占用。新建的这座三合院2006年由崇文区人民政府开工建设，2007年完工。三合院坐北朝南，正南正对着珠市口东大街设大门，门内北为正房，东西两侧各有一厢房。2013年，在院内西侧又新建了一座小屋，据说是准备对外出租用。
铁山寺原本的古建筑仅存中殿。中殿现位于珠市口东大街北侧。自2006年之后十多年间，中殿一直未获得修缮，周围被破平房和残破的临时围墙包围，临时围墙南侧设有一个出入口。2013年1月东城区文化委员会立的“铁山寺”北京市东城区普查登记文物标志牌挂在了这个出入口外侧。